# Де Блай, Мерел
Мерел Манон де Блай (нидерл. Merel Manon de Blaey, родилась 2 декабря 1986 года в Гааге) — нидерландская хоккеистка на траве, защитница клуба «Кляйн Цвитерланд» и сборной Нидерландов, чемпионка летних Олимпийских игр 2012 года, чемпионка Европы 2011 года.

## Спортивная карьера
Воспитанница школы клуба ХДМ. С 2010 по 2012 годы представляла команду «Ларен», после ушла выступать за «Кляйн Цвитерланд». В сборной выиграла Олимпиаду-2012 в Лондоне, за что была награждена орденом Оранских-Нассау. Бронзовый призёр Трофея чемпионов-2012, чемпионка Европы 2011 года.